# Bromek oksyfenoniowy
Bromek oksyfenoniowy – organiczny związek chemiczny, lek rozkurczowy do stosowania doustnego, wykazujący obwodowe działanie cholinolityczne podobne do atropiny.

## Wskazania
- kolka jelitowa
- kolka żółciowa
- nadmierne napięcie błony mięśniowej przełyku
- bradykardia zatokowa
- blok zatokowo-przedsionkowy
- pomocniczo w leczeniu choroby wrzodowej

## Przeciwwskazania
- nadwrażliwość na lek
- jaskra z zamykającym się kątem przesączania
- niedrożność jelit lub atonia
- zwężenie odźwiernika
- choroba refluksowa
- skurcze zwieracza Oddiego
- łagodny rozrost gruczołu krokowego
- zwężenie szyi pęcherza moczowego
- myasthenia gravis
- choroba niedokrwienna serca
- atak dławicy piersiowej
- zawał serca
- tachykardia
- niewydolność serca

## Działanie niepożądane
- rozszerzenie źrenic
- światłowstręt i upośledzenie zdolności widzenia
- wzrost ciśnienia wewnątrzgałkowego
- suchość błon śluzowych
- zmniejszenie wydzielania potu
- zaparcia
- zatrzymanie moczu
- refluks żołądkowo-przełykowy
- zwiększenie częstotliwości i zaburzenia rytmu serca
- senność lub niepokój i pobudzenie
- pokrzywka
- zaczerwienienie skóry
- podwyższenie temperatury ciała
- depresja ośrodka oddechowego